# Famiglia Maria
La famiglia di asteroidi Maria è una famiglia di asteroidi della fascia principale del sistema solare caratterizzati da parametri orbitali simili; deve il suo nome all'oggetto principale che vi appartiene, l'asteroide 170 Maria, appunto. Si ritiene solitamente che i corpi appartenenti ad una medesima famiglia asteroidale condividano un'origine comune. Alcuni astronomi ritengono che 433 Eros sia un corpo originato da questa famiglia.

## Prospetto
Segue un prospetto dei principali asteroidi appartenenti alla famiglia.
| Nome | Nome       | Diametro medio | Semiasse maggiore | Inclinazione orbitale | Eccentricità | Scoperta |
| ---- | ---------- | -------------- | ----------------- | --------------------- | ------------ | -------- |
| 170  | Maria      | 44,3 km        | 2,553 UA          | 14,404°               | 0,065        | 1877     |
| 575  | Renate     | 23 km          | 2,555 UA          | 15,027°               | 0,127        | 1905     |
| 616  | Elly       | 23 km          | 2,553 UA          | 14,967°               | 0,058        | 1906     |
| 660  | Crescentia | 44 km          | 2,534 UA          | 15,219°               | 0,107        | 1908     |
| 695  | Bella      | 51 km          | 2,539 UA          | 13,856°               | 0,160        | 1909     |
| 714  | Ulula      | 41 km          | 2,535 UA          | 14,271°               | 0,057        | 1911     |
| 727  | Nipponia   | 37 km          | 2,567 UA          | 15,051°               | 0,106        | 1912     |
| 787  | Moskva     | 30 km          | 2,539 UA          | 14,843°               | 0,130        | 1914     |
| 897  | Lysistrata | 23 km          | 2,541 UA          | 14,329°               | 0,095        | 1918     |
| 1160 | Illyria    | 13,98 km       | 2,560 UA          | 14,941°               | 0,119        | 1929     |
| 2865 | Laurel     | 17 km          | 2,561 UA          | 14,271°               | 0,074        | 1935     |